# Graham Burke
Graham Dylan Burke, más conocido como Graham Burke, (Dublín, 21 de septiembre de 1993) es un futbolista irlandés que juega de delantero en el Shamrock Rovers de la Premier Division de Irlanda. Es internacional con la selección de fútbol de Irlanda.

## Carrera internacional
Burke fue internacional sub-17, sub-19 y sub-21 con la selección de fútbol de Irlanda, antes de debutar con la absoluta el 28 de mayo de 2018, en un partido amistoso frente a la selección de fútbol de Francia.
Pocos días después, el 2 de junio de 2018, marcó su primer gol con la selección, en la victoria de Irlanda por 2-1 frente a la selección de fútbol de Estados Unidos, convirtiéndose en el primer irlandés en marcar un gol jugando en la liga local desde que lo hiciese Ray Treacy en abril de 1978.

## Clubes
| Club                      | País       | Año       |
| ------------------------- | ---------- | --------- |
| Aston Villa               | Inglaterra | 2011-2015 |
| Shrewsbury Town (cedido)  | Inglaterra | 2013      |
| Notts County (cedido)     | Inglaterra | 2015      |
| Notts County              | Inglaterra | 2015-2017 |
| Shamrock Rovers           | Irlanda    | 2017-2018 |
| Preston North End         | Inglaterra | 2018-Act. |
| Gillingham F. C. (cedido) | Inglaterra | 2019      |
| Shamrock Rovers (cedido)  | Irlanda    | 2019-Act. |

## Palmarés

### Títulos nacionales
| Título           | Club            | País    | Año  |
| ---------------- | --------------- | ------- | ---- |
| Copa de Irlanda  | Shamrock Rovers | Irlanda | 2019 |
| Premier Division | Shamrock Rovers | Irlanda | 2020 |